# 輕大娘皇女
輕大娘皇女（かるのおおいらつめ，？—？），日本允恭天皇之皇二女，生母為允恭天皇皇后忍坂大中姬。
姿容秀美艷麗，传说身有光彩甚至可以透过衣服发散出来，因此又名“衣通姬”。與同母兄的第一皇子—木梨輕皇子有染，违反了当时的伦理（同父异母兄弟姐妹可以婚嫁，但同母兄弟姐妹结合则为乱伦）。事發之後被流放於伊予。传说后来两人殉情。在《万叶集》中，记载着他们互相唱咏的情歌。
日本紀記其為：姿容豔妙，與母兄木梨輕皇子亂。事發覺，流皇女於伊予。